# Дьякону, Адриан
Адриа́н Дья́кону (рум. Adrian Diaconu), род. 9 мая 1978 года Плоешти, Румыния) — румынский боксёр-профессионал, выступавший в полутяжёлой весовой категории (англ. Light heavyweight). Временный чемпион мира (по версии WBC, 2008 год).

## Любительская карьера
Дьякону представлял Румынию в Сиднее в 2000 году на Олимпиаде в средней весовой категории.
- Победил Абдельхани Kензи (Алжир) 19-9
- Победил Джитендера Кумара (Индия) 12-3
- Проиграл Хорхе Гутьерресу (Куба) KO 1

## Профессиональная карьера
В 2001 году Дьякону переехал в Канаду, и начал там профессиональную боксёрскую карьеру. Дебютировал в полутяжёлом весе.
За 4 года провёл 18 победных поединков, и вышел на бой за звание чемпиона Канады. 3 июня 2005 года нокаутировал канадца Конала МакФи (11-1), и завоевал титул чемпиона Канады в полутяжёлом весе.
В декабре 2005 года нокаутировал американца, Даррина Хамфри (21-4), и завоевал интернациональный титул WBC в полутяжёлом весе.
9 мая 2007 года в элиминаторе WBC, нокаутировал американца Рико Хойя (20-1) и завоевал право провести чемпионский бой.
Чэд Доусон, обладатель чемпионского титул, отказался провести защиту против Дьякону, и в апреле 2008 году, в бою за временный титул чемпиона мира по версии WBC, Адриан победил непобеждённого американца, Криса Генри.
Позже, после очередного отказа Доусона провести защиту титула, Дьякону был признан полноправным чемпионом мира.

### 19 июня2009Адриан Дьякону -Жан Паскаль
- Место проведения:  Bell Centre, Монреаль, Квебек, Канада
- Результат: Победа Паскаля единогласным решением в 12-раундовом бою
- Статус: Чемпионский бой за титул WBC в полутяжелом весе (1-я защита Дьякону)
- Рефери: Марлон Райт
- Счет судей: Джон Кин 116-112; Джек Вудберн 116-111; Макс ДеЛука 115-112 - Все в пользу Паскаля
- Вес: Дьякону 78,6; Паскаль 79,0
- Трансляция:

В июне 2009 года чемпион мира, непобеждённый Адриан Дьякону (26-0) вышел на ринг с канадцем Жаном Паскалем (22-1).

В 5-м раунде после левого бокового в голову, Дьякону побывал в нокдауне. Следующее падение Дьякону после комбинации Паскаля правый–левый–правый в голову не было засчитано рефери как нокдаун. В 7-м раунде Дьякону заработал рассечение под правым глазом, а в 9-м раунде к нему прибавилась гематома под левым глазом. Согласно компьютерной статистике, Паскалю в этот вечер удалось нанести 36% из своих выброшенных ударов (193 из 540), в то время как Диакону – 31% (153 из 501). Таким образом, Паскаль одержал победу единогласным решением судей.

### 11 декабря2009Жан Паскаль —Адриан Дьякону (2-й бой)
- Место проведения:  Bell Centre, Монреаль, Квебек, Канада
- Результат: Победа Паскаля единогласным решением в 12-раундовом бою
- Статус: Чемпионский бой за титул WBC в полутяжелом весе (3-я защита Паскаля)
- Рефери: Майкл Гриффин
- Счет судей: Клод Пакветт 117-111; Джули Лендерман 117-111; Дик Флаерти 118-110 - Все в пользу Паскаля
- Вес: Паскаль 78,9; Дьякону 79,2
- Трансляция:

В декабре 2009 года состоялся реванш между Жаном Паскалем и Адрианом Дьякону. Первые 4 раунда поединка оказались равными, при чём в начале встречи Паскаль заявил в своем углу, что у него проблемы с правым плечом. Несмотря на это его тренер между раундами смог вправить плечо назад, дав шанс таким образом своему подопечному продолжить поединок. По ходу поединка Паскаль больше внимания уделял серийной работе, в то время как Дьякону делал акцент на свой джэб, которым ему удавалось запирать противника у канатов, но дальше этого развитие атак у Адриана не шло. Заключительный раунд прошёл полностью под диктовку Паскаля, который сохранил силы для мощных ударов левой, в то время как Дьякону к этому времени хватало лишь на клинчи. После поединка Паскаль заявил, что по ходу встречи он три раза умудрялся вывихнуть плечо, но каждый раз в углу ставили его на место. Диакону же после боя заявил, что считает себя победителем.
- 15 октября 2010 года, Дьякону победил по очкам американца, Омара Шейка (30-9).

### 21 мая2011Чед Доусон —Адриан Дьякону
- Место проведения:  Bell Centre, Монреаль, Квебек, Канада
- Результат: Победа Доусона единогласным решением в 12-раундовом бою
- Статус: Рейтинговый бой
- Рефери: Майкл Гриффин
- Счет судей: Клод Пакветт 117—111; Беноит Роуссел 118—110; Джек Вудберн 116—112 — Все в пользу Доусона
- Вес: Доусон 78,47; Дьякону 79,15
- Трансляция: HBO

В мае 2011 Чед Доусон впервые вышел на ринг после поражения от Жана Паскаля в августе 2010 года. Соперником был румынский боксер Адриан Дьякону, который также встречался с Паскалем в 2009 году, дважды проиграв по очкам. Несмотря на многочисленные попытки агрессивного румына, Доусон сумел избежать опасности благодаря отменным действиям в защите, а превосходство в точности позволило Чеду выиграть бой единогласным решением судей. Поединок проходил в рамках шоу, организованного телеканалом HBO, главным событием которого был 2-й бой Жан Паскаль — Бернард Хопкинс.
После третьего поражения, Дьякону завершил боксёрскую карьеру.